# میدان نفتی گچساران
میدان نفتی گچساران دومین میدان بزرگ نفتی ایران است، که در محدوده شهرستان گچساران، استان کهگیلویه و بویراحمد و در فاصله ۲۲۰ کیلومتری از جنوب شرقی اهواز قرار دارد. این میدان با ذخیره درجای ۵۲ میلیارد بشکه و ذخیره قابل برداشت ۲۳ میلیارد بشکه نفت خام، پس از میدان نفتی اهواز دومین میدان بزرگ نفتی کشور به‌شمار می‌آید. هم‌اکنون ظرفیت تولید نفت این میدان در حدود ۴۸۰ هزار بشکه در روز می‌باشد، همچنین میزان تولید گازهای همراه این میدان ۹ میلیون متر مکعب در روز است.
میدان گچساران طاقدیسی به طول حدود ۷۰ کیلومتر و عرض متغیر ۶ تا ۱۵ کیلومتر است، که در سال ۱۳۱۶ توسط شرکت نفت ایران و انگلیس کشف شد و از سال ۱۳۱۸ بهره‌برداری از آن آغاز گردید. میدان نفتی گچساران از میدان‌های تحت مدیریت شرکت ملی مناطق نفت‌خیز جنوب است، که عملیات تولید نفت و تزریق گاز در مخزن آن، توسط شرکت بهره‌برداری نفت و گاز گچساران انجام می‌شود. تزریق گاز در مخزن آسماری میدان گچساران، با هدف فرازآوری، از سال ۱۳۵۶ آغاز شد و هم‌اکنون به‌طور میانگین روزانه ۲۵ میلیون متر مکعب گاز به مخزن آسماری میدان گچساران تزریق می‌گردد.

## تاریخچه
منطقه نفت‌خیز گچساران نخستین بار در فاصله سال‌های ۱۳۰۲ و ۱۳۰۳ توسط کنسرسیوم دارسی مورد مطالعه قرار گرفت. در سال ۱۳۱۰ عملیات حفاری در این میدان، برای چندمین بار از سر گرفته شد و پس از حفر چاه‌های متعدد در لایه آسماری، سرانجام استخراج نفت از میدان گچساران در سال ۱۳۱۸ توسط چاه شماره ۱۳ گچساران آغاز گردید.
برنامه‌های حفاری در این میدان تا پیش از ملی شدن صنعت نفت ادامه یافت و در این مدت تعداد چاه‌های فعال آن به ۱۶ حلقه چاه تولیدی و ظرفیت تولید میدان به بیش از ۶۰ هزار بشکه در روز افزایش یافت. پس از ملی شدن صنعت نفت، شرکت اکتشاف و تولید نفت ایران در سال‌های ۱۳۳۵ و ۱۳۳۶ عملیات حفاری را بار دیگر در این منطقه آغاز کرد. این برنامه نیز تا سال ۱۳۴۵ ادامه داشت و تعداد چاه‌های حفاری شده در این میدان به ۴۶ حلقه افزایش یافت.
تولید عمده نفت از سازند آسماری این میدان صورت می‌گیرد، که عمدتاً از سنگ‌های کربناته تشکیل گردیده است. حجم نفت درجای مخزن آسماری در سال ۱۳۵۶ بالغ بر ۳٫۴۶ میلیارد بشکه تخمین زده شده است. تاریخچه تولید از مخزن بیانگر آن است که میزان تولید روزانه همواره افزایش داشته و در سال ۱۳۵۵ به حداکثر میزان خود بالغ بر یک میلیون و ۱۸۰ هزار بشکه در روز رسیده است.
میدان گچساران دومین میدان نفتی کشور از نظر حجم ذخیره درجای نفت خام است. بخش‌های واقع در غرب این میدان از نظر توسعه شکستگی و تولید چاه‌ها بسیار مرغوب‌تر از شرق این میدان می‌باشند. یکی از شگفتی‌های تولیدی در این ناحیه از میدان گچساران رخ داده است که یکی از چاه‌ها با حدود یک متر ورود به سازند آسماری، به تنهایی ظرفیت تولیدی در حدود ۱۰۰ هزار بشکه در روز داشته است. برخلاف بخش‌های غربی، کیفیت سنگ مخزن در شرق میدان گچساران نامرغوب و از نظر توسعه شکستگی، ضعیف است. به همین دلیل دبی تولیدی چاه‌های این بخش‌ها، در مقایسه بسیار کمتر بوده است. نگاهی به چاه‌های حفر شده در این میدان نشان می‌دهد که بخش اعظم چاه‌ها در غرب مخزن که شرایط تولیدی آسان بوده، حفر شده است و بخش‌های شرقی مخزن تا پیش از دهه ۱۳۶۰ تقریبأ رها شده بودند.
پروژه تزریق گاز به میدان گچساران از سال ۱۳۵۶ آغاز شد و تا سال ۱۳۸۹ به‌طور تجمعی در حدود ۹ میلیارد و ۸۰۰ میلیون فوت مکعب گاز در این میدان تزریق شد و هم‌اکنون نیز با میزان تزریق بیش از یک میلیارد فوت مکعب در روز، از طریق ۱۶ حلقه چاه تزریقی ادامه دارد، که باعث تثبیت فشار نفت و افزایش فشار مخزن، به استثناء بخش جنوب شرقی آن شده است.

## مشخصات زمین‌شناسی
میدان نفتی گچساران در فاصله ۲۲۰ کیلومتری جنوب شرقی اهواز قرار گرفته و شامل سازندهای شکاف‌دار کربناته آسماری و بنگستان بوده که در جهت عمومی شمال‌غربی، جنوب‌شرقی طاقدیس‌های میدان‌های نفتی جنوب ایران واقع شده است. این میدان طاقدیسی به‌طول حدود ۷۰ کیلومتر و عرض ۶ تا ۱۵ کیلومتر است.

## مخازن

### مخزن آسماری
مخزن آسماری میدان نفتی گچساران در سال ۱۳۱۰ توسط شرکت نفت ایران و انگلیس کشف شد. تولید نفت از مخزن آسماری این میدان در سال ۱۳۱۸ با حفاری چاه شماره ۱۸ گچساران، آغاز شد. امروزه همچنان بخش اعظم تولید نفت از سازند آسماری میدان نفتی گچساران صورت می‌گیرد، که عمدتاً از سنگ‌های کربناتی تشکیل شده است.

### مخزن بنگستان
مخزن بنگستان میدان نفتی گچساران در سال ۱۳۳۹ توسط شرکت سهامی اکتشاف و تولید نفت ایران کشف شد. اولین چاه تولیدی در مخزن بنگستان این میدان، چاه شماره ۳۶ بود، که بهره‌برداری از آن در سال ۱۳۴۰ آغاز گردید. هم‌اکنون به‌طور متوسط روزانه معادل ۱۰۰ هزار بشکه نفت خام از مخزن بنگستان میدان گچساران تولید می‌شود.

### مخزن خامی
ذخایر گاز طبیعی موجود در مخزن خامی میدان گچساران نخستین بار در سال ۱۳۵۲ با حفاری یک حلقه چاه تا عمق چهار هزار و ۵۰۰ متری اثبات گردید. در آن سال تولید نفت از قسمت پائین لایه فهلیان به دلیل تولید آب و نمک، غیراقتصادی تشخیص داده شد و فعالیت بر روی این لایه متوقف گردید. در فاصله سال‌های ۱۳۸۵ و ۱۳۸۶ سوابق چاه مورد نظر در مخزن خامی میدان گچساران، توسط کارشناسان مدیریت امور فنی شرکت ملی مناطق نفت‌خیز جنوب مورد بازنگری قرار گرفت و در پی آن، چاه مورد نظر، با دبی یک هزار بشکه در روز در مدار تولید قرار گرفت.

## تأسیسات میدان

### مجتمع بهره‌برداری گچساران یک
واحد بهره‌برداری گچساران یک در جنوب شرقی و در فاصله ۲۰ کیلومتری از شهرستان گچساران واقع و دارای ارتفاع ۳۲۲۱ پا از سطح دریا می‌باشد و از سال ۱۳۱۱ فعالیت خود را آغاز کرده است. این واحد با ظرفیت تولید ۲۴۵ هزار بشکه نفت در روز، روزانه ۱۵۷ هزار بشکه نفت، از تعداد ۶۷ حلقه چاه را فرازآوری و تفکیک می‌نماید.
نفت تولیدی از طریق تلمبه‌خانه گوره جهت صدور به پایانه خارگ انتقال می‌یابد. روزانه ۱۰۴ میلیون فوت مکعب گازهای همراه تولیدی نیز تحویل ایستگاه تقویت فشار گاز گچساران یک می‌گردد. تأمین خوراک پالایشگاه شیراز به میزان ۴۰ هزار بشکه در روز نیز بر عهده این واحد می‌باشد.

### مجتمع بهره‌برداری گچساران دو
این واحد در فاصله ۱۵ کیلومتری از جنوب شرقی شهرستان گچساران واقع و دارای ارتفاعی معادل ۲۱۹۴ پا از سطح دریا می‌باشد و در سال ۱۳۴۱ احداث و راه اندازی شده است. ظرفیت اسمی واحد ۲۴۵ هزار بشکه در روز و هم‌اکنون روزانه ۷۹ هزار بشکه نفت از شمار ۵۳ حلقه چاه را جمع‌آوری و پس از تفکیک گازهای همراه به میزان ۶۱ میلیون فوت مکعب در روز که تحویل ایستگاه تقویت فشار گاز شماره ۲ گچساران می‌گردد، نفت تولیدی به تلمبه‌خانه گوره ارسال می‌شود.

### مجتمع بهره‌برداری گچساران سه
این واحد در فاصله ۱۵ کیلومتری از جنوب غربی شهرستان گچساران واقع در لشتر بوده و دارای ۱۷۲۴ پا ارتفاع از سطح دریا بوده و در سال ۱۳۴۲ به بهره‌برداری رسیده است. ظرفیت اسمی واحد ۳۸۰ هزار بشکه در روز و در حال حاضر روزانه به‌طور میانگین ۸۸ هزار بشکه نفت از ۵۷ حلقه چاه را جمع‌آوری و پس از تفکیک گاز به سمت تلمبه‌خانهٔ گوره ارسال می‌نماید. گاز حاصل از مراحل تفکیک به میزان ۶۲ میلیون فوت مکعب در روز تحویل ایستگاه تقویت فشار گچساران سه می‌گردد.

### مجتمع بهره‌برداری گچساران چهار
این واحد در فاصله ۳۵ کیلومتری از جنوب غربی شهرستان گچساران واقع در منطقه لیشتر و در امتداد جاده گچساران به بهبهان واقع گردیده است. ارتفاع از سطح دریا ۱۴۵۰ پا و در سال ۱۳۵۵ به بهره‌برداری رسیده است. واحد گچساران چهار با ظرفیتی معادل ۲۲۰ هزار بشکه در روز، در حال حاضر روزانه ۱۵۸ هزار بشکه نفت از شمار ۸۱ حلقه چاه را فرازآوری و گازهای همراه را طی چند مرحله تفکیک جدا نموده و نفت تولیدی را به تلمبه‌خانه گوره پمپاژ می‌نماید. گازهای حاصل از عملیات تفکیک به میزان ۸۶ میلیون فوت مکعب در روز، تحویل ایستگاه تقویت فشار گاز گچساران چهار می‌گردد.

### کارخانه گاز و گاز مایع ۱۲۰۰
کارخانه گاز و گاز مایع ۱۲۰۰ در فاصله ۱۵ کیلومتری از غرب شهرستان گچساران و در امتداد جنوبی جاده گچساران به بهبهان واقع شده است. مساحت کارخانه حدود ۴۰۸۰۰ متر مربع و ارتفاع آن از سطح دریا ۵۳۶ متر می‌باشد.
گازهای همراه نفت واحدهای بهره‌برداری یک تا چهار گچساران از طریق ایستگاه‌های جمع‌آوری و تقویت فشار گاز گچساران یک تا چهار، به کارخانه گاز و گازمایع ۱۲۰۰ ارسال می‌شود، میعانات گازی تولیدی توسط این کارخانه، به میزان ۲۸ هزار بشکه در روز به شرکت پتروشیمی بندرامام ارسال می‌شود. گاز طبیعی تولید شده توسط این کارخانه نیز به میزان ۲۱۰ میلیون فوت مکعب در روز، به ایستگاه تزریق گاز گچساران ارسال و به مخزن نفتی گچساران تزریق می‌شود.

### ایستگاه تزریق گاز گچساران
ایستگاه تزریق گاز گچساران در سال ۱۳۵۶ با ظرفیت تزریق روزانه ۸۰ میلیون فوت مکعب، احداث شد و در سال ۱۳۹۴ با راه اندازی فاز دوم این ایستگاه، ظرفیت تزریق گاز ایستگاه تزریق گاز گچساران به ۹۰۰ میلیون فوت مکعب در روز افزایش پیدا کرد. خوراک مورد نیاز این ایستگاه به میزان ۲۷ میلیون متر مکعب در روز، از دو محل تأمین می‌شود، بخش اول از گاز تولید شده در میدان نفتی پازنان که پس از فرآورش در کارخانه گاز و گازمایع ۹۰۰ و فشارافزایی، در حدود ۷۰۰ میلیون فوت مکعب در روز، از طریق خط لوله ۲۶ اینچ پازنان–گچساران، به ایستگاه تزریق گاز گچساران ارسال می‌شود. بخش دوم گاز مورد نیاز نیز از گازهای همراه نفت تولید شده در میدان گچساران تأمین می‌گردد، که پس از فشار افزایی در ایستگاه‌های تقویت فشار گاز ۱ تا ۴ گچساران، سپس فرآورش در کارخانه گاز و گازمایع ۱۲۰۰ گاز سبک تولیدی به میزان ۲۰۰ میلیون فوت مکعب در روز، به ایستگاه تقویت‌فشار دشت‌گز ارسال می‌شود و پس از فشار افزایی، به همراه ۷۰۰ میلیون فوت مکعب گاز گنبدی میدان پازنان، از طریق ایستگاه تزریق گاز گچساران، در ۱۷ حلقه چاه میدان گچساران تزریق می‌گردد.

## تولید
تاریخچه بهره‌برداری از میدان گچساران نشان می‌دهد، که به جز یک دوره کوتاه بین سال‌های ۱۳۳۰ تا ۱۳۳۲ تولید نفت از این میدان، همواره ادامه داشته و میزان تولید نیز تا اواسط دهه ۱۳۵۰ سیر صعودی داشته است، بطوریکه در سال ۱۳۵۳ تولید به حداکثر میزان خود، یعنی بالغ بر ۹۴۰ هزار بشکه نفت در روز رسیده است. مطالعات میزان بهره‌دهی چاه‌ها نشان می‌دهد که شاخص بهره‌دهی از ۲ تا بیش از ۵۰۰ بشکه در روز متغیر می‌باشد، که این اختلاف زیاد بین شاخص بهره‌دهی چاه‌ها، بیانگر تأثیر شدید سیستم شکافدار، تراکم شکاف‌ها و نهایتاً برخورد دهانه چاه با شکاف‌ها می‌باشد.
میدان نفتی گچساران از میدان‌ها تحت مدیریت شرکت ملی مناطق نفت‌خیز جنوب است، که عملیات تولید نفت آن، توسط شرکت بهره‌برداری نفت و گاز گچساران انجام می‌شود. شرکت بهره‌برداری نفت و گاز گچساران روزانه به‌طور متوسط ۷۵۰ هزار بشکه نفت از ۱۲ میدان استخراج می‌نماید، که عمده تولید این شرکت از میدان نفتی گچساران صورت می‌گیرد و روزانه به حدود ۴۸۰ هزار بشکه نفت خام، بالغ می‌گردد.

## تزریق گاز
تزریق گاز در مخزن آسماری میدان نفتی گچساران، با هدف تثبیت فشار ستون نفت، در اوایل سال ۱۳۵۶ شروع شد و هم‌اکنون به‌طور میانگین روزانه ۲۵ میلیون متر مکعب گاز به این میدان تزریق می‌گردد. مجموع تولید نفت آن در زمان شروع پروژه تزریق گاز، ۴۱ درصد بازیافت اولیه بود و در ادامه، تزریق گاز سبب افزایش فشار و دبی تولیدی چاه‌های این میدان شده است. ظرفیت کنونی تولید نفت این میدان در حدود ۴۸۵ هزار بشکه در روز است و ادامه تزریق گاز در آن، ذخایر ثانویه نفت خام میدان گچساران را به میزان ۳۰ درصد ذخایر اولیه، افزایش خواهد داد. تا پایان سال ۱۳۸۳ میزان کل گاز تزریق شده در مخزن آسماری میدان نفتی گچساران، معادل ۸٫۸۱۴ میلیارد فوت مکعب (معادل ۲۲۹ میلیارد مترمکعب) اعلام شده است.
گاز تزریقی مخزن آسماری میدان گچساران به میزان ۲۷ میلیون متر مکعب در روز، از دو محل تأمین می‌گردد؛ بخش اول از گاز گنبدی تولید شده در میدان نفتی پازنان که پس از فرآورش در کارخانه گاز و گازمایع ۹۰۰ و فشارافزایی، در حدود ۷۰۰ میلیون فوت مکعب در روز، از طریق خط لوله ۲۶ اینچ پازنان–گچساران، به ایستگاه تزریق گاز گچساران ارسال می‌شود. بخش دوم گاز مورد نیاز نیز از طریق ۲۹۰ میلیون فوت مکعب در روز، گازهای همراه نفت تولید شده در میدان گچساران تأمین می‌گردد، که پس از فشار افزایی در ایستگاه‌های تقویت فشار گاز ۱ تا ۴ گچساران، سپس فرآورش در کارخانه گاز و گازمایع ۱۲۰۰ گاز سبک تولیدی به میزان ۲۱۰ میلیون فوت مکعب در روز، به ایستگاه تقویت‌فشار دشت‌گز ارسال می‌شود و سرانجام در ایستگاه تزریق گاز گچساران، به اضافه ۷۰۰ میلیون فوت مکعب گاز گنبدی میدان پازنان، در ۱۷ حلقه چاه مخزن آسماری میدان گچساران، تزریق می‌گردد.